# Cleurie (Fluss)
Die Cleurie ist ein Fluss in Frankreich, der im Département Vosges in der Region Grand Est verläuft.

## Geographie

### Verlauf

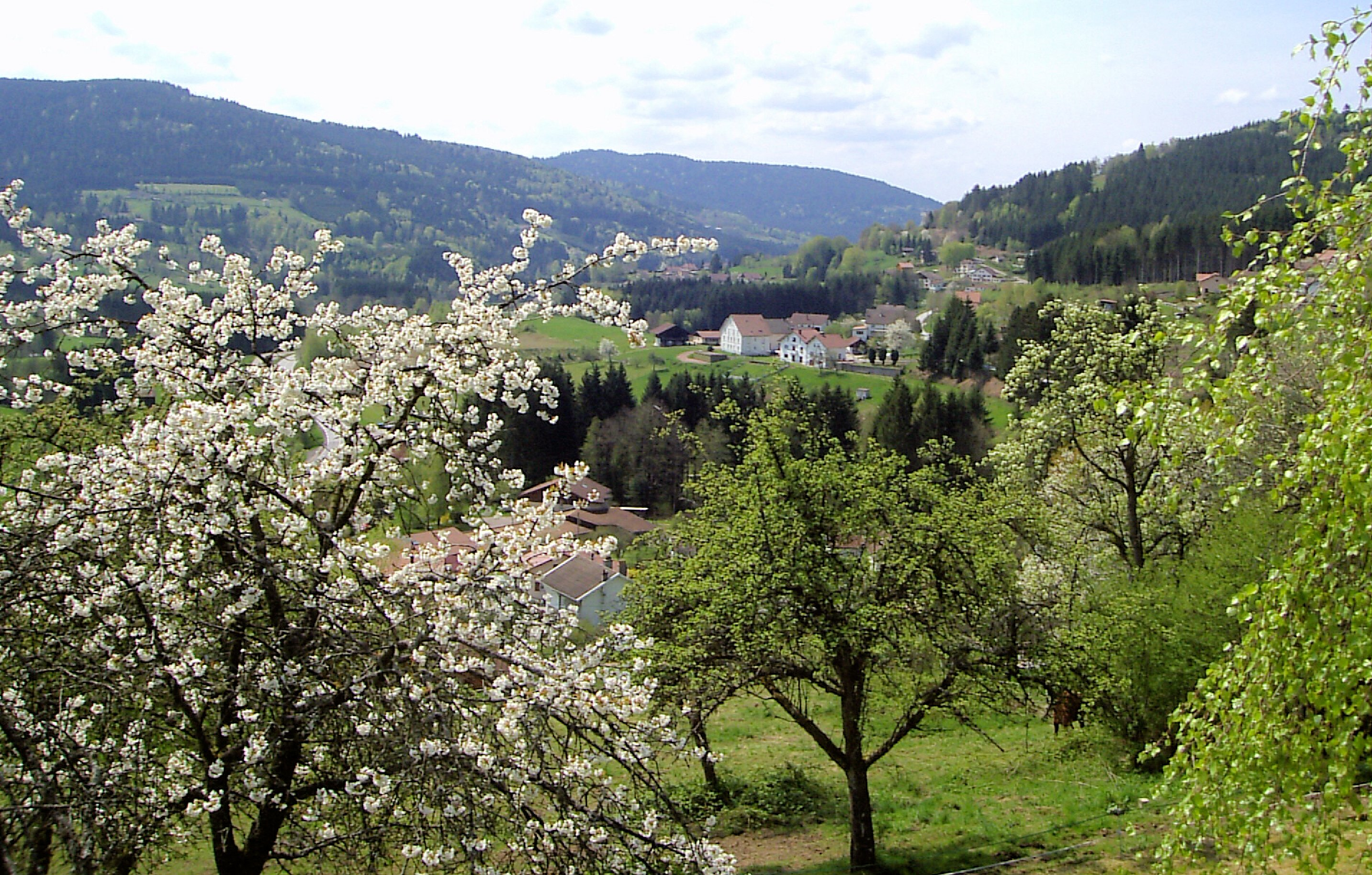
Cleurietal bei Le Tholy

Die Quelle der Cleurie befindet sich im Regionalen Naturpark Ballons des Vosges, westlich von Gérardmer, nur 1.800 Meter vom Lac de Gérardmer entfernt. Die Cleurie fließt zunächst nach Westen, erreicht bei Le Tholy den nördlichsten Punkt und schwenkt nach Südwesten. Nach Passieren der gleichnamigen Gemeinde Cleurie biegt der Fluss nach Süden ab und mündet nach insgesamt rund 19 Kilometern an der Gemeindegrenze von Saint-Amé und Le Syndicat als rechter Nebenfluss in die Moselotte.

### Zuflüsse

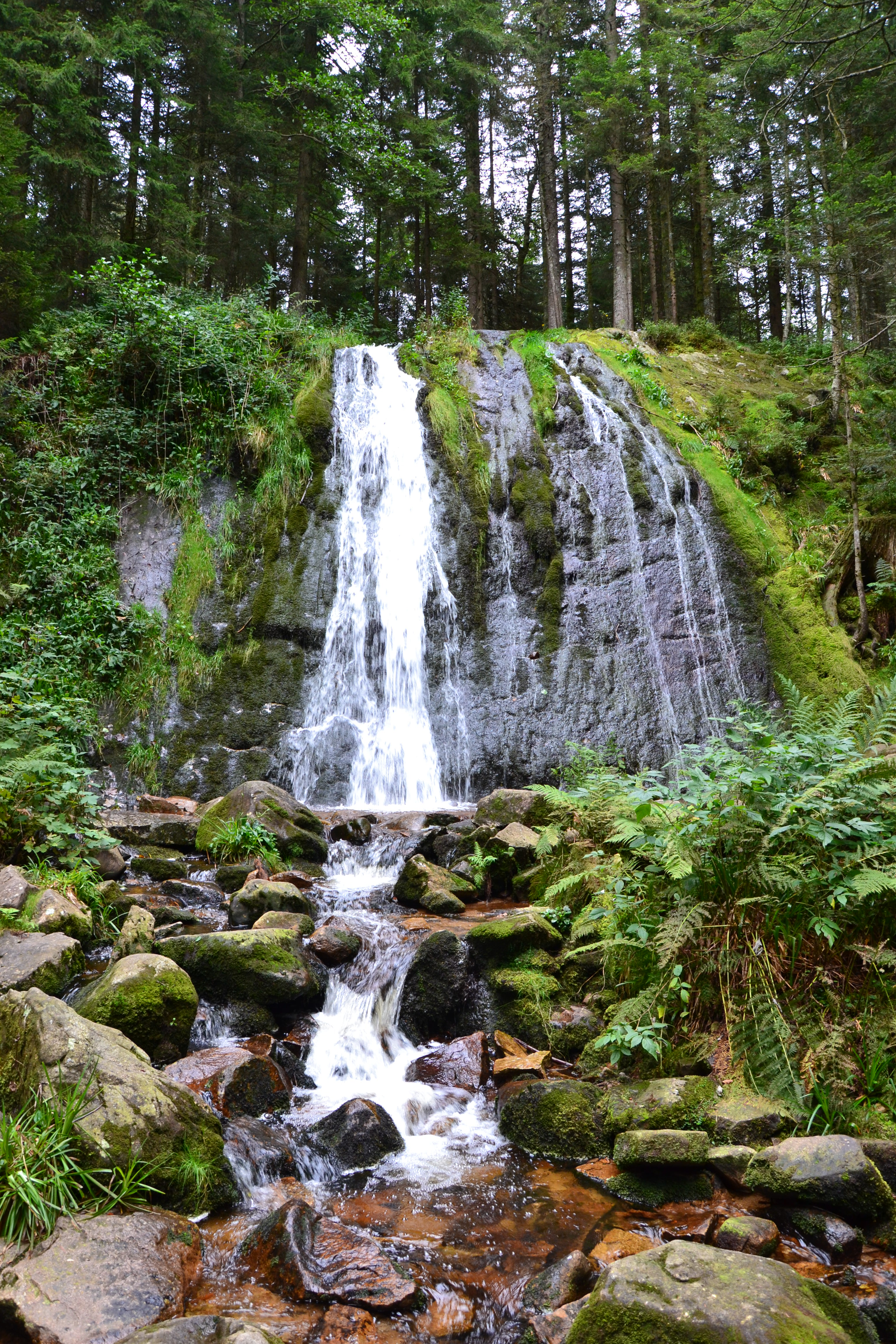
Wasserfall am Ruisseau de la Pissoire

- Goutte de Noir Rupt (links), 3,1 km
- Ruisseau le Costet (rechts), 1,1 km
- Ruisseau de Liezey (rechts), 5,5 km
- Ruisseau de Cellet (links), 5,1 km
- Ruisseau de Berlingoutte (links), 2,0 km
- Ruisseau le Noir Rupt (rechts). 4,0 km
- Ruisseau de la Pissoire mit dem Wasserfall Cascade de la Pissoire (links), 4,8 km
- Ruisseau du Beugnot (links), 2,5 km
- Ruisseau de Liangoutte (rechts), 1,3 km
- Ruisseau des Basses (rechts), 1,8 km
- Le Grand Rupt (rechts), 2,5 km
- Ruisseau des Voués (rechts), 1,7 km

### Orte am Fluss
- Le Tholy
- La Forge
- Cleurie
- Bréhavillers, Gemeinde Le Syndicat
- Saint-Amé

## Hydrologie
Am Pegel Cleurie – vier Kilometer vor der Mündung – misst seit 1967 eine hydrologische Station den Durchsatz des Flusses, der im Durchschnitt mit 2,4 m³ pro Sekunde angegeben wird. Saisonal schwankt der Abfluss zwischen 2,8 bis 3,5 m³ pro Sekunde im Winterhalbjahr und nur 1 m³ pro Sekunde im Hochsommer. Der höchste Wert wurde mit 51,7 m³ pro Sekunde bei einem Hochwasser am 25. Januar 1995 gemessen. Die durchschnittliche Niederschlagsmenge des an der Luvseite der Vogesen liegenden Einzugsgebietes der Cleurie beträgt 1114 Millimeter, weit über dem Durchschnitt ganz Frankreichs.